# Distrikt Huanca-Huanca
Der Distrikt Huanca-Huanca liegt in der Provinz Angaraes in der Region Huancavelica im südwestlichen Zentral-Peru. Der Distrikt wurde am 28. Februar 1941 gegründet. Er besitzt eine Fläche von 107 km². Beim Zensus 2017 wurden 1401 Einwohner gezählt. Im Jahr 1993 lag die Einwohnerzahl bei 1504, im Jahr 2007 bei 1643. Sitz der Distriktverwaltung ist die 3567 m hoch gelegene Ortschaft Huanca Huanca mit 954 Einwohnern (Stand 2017). Huanca Huanca liegt knapp 15 km nordöstlich der Provinzhauptstadt Lircay.

## Geographische Lage
Der Distrikt Huanca-Huanca liegt im ariden Andenhochland nordzentral in der Provinz Angaraes. Die Längsausdehnung in SSW-NNO-Richtung beträgt 19,5 km. Der Río Urubamba begrenzt den Distrikt im äußersten Nordosten.
Der Distrikt Huanca-Huanca grenzt im Süden und im Südwesten an den Distrikt Lircay, im Nordwesten an den Distrikt Huayllay Grande, im Norden an den Distrikt Callanmarca, im Nordosten an den Distrikt Acombamba (Provinz Acobamba) sowie im Osten an den Distrikt Congalla.